# Château de Kimbolton
Le château de Kimbolton est situé dans un bourg du même nom, dans le comté de Cambridgeshire. Il est le dernier lieu de résidence de Catherine d'Aragon, première épouse du roi Henri VIII. Il s'agit à l'origine d'un château médiéval transformé par la suite en palais, qui devient le siège de la famille des ducs de Manchester (en) de 1615 à 1950. Il abrite aujourd'hui une école appelée Kimbolton School (en).

## Les châteaux normands
À l'époque normande, un château à motte castrale en bois est construit à Kimbolton, mais sur un site différent. Plus tard, le roi Jean autorise Geoffrey Fitz Peter (1er comte d'Essex) (en), à y tenir une foire, une décision qui aboutit à la création d'une place de marché avec à l'une des extrémités l'église qui existe encore, et à l'autre, un nouveau château. De ce dernier (très probablement un manoir fortifié), il ne reste aucun vestige, bien qu'il ait été construit sur le site où se trouve le château actuel.

## Le château Tudor
Le château passe dans différentes mains et dans les années 1520, c'est la famille Wingfield qui en devient propriétaire. Le château médiéval est reconstruit pour devenir un manoir style Tudor, dont certaines parties sont encore debout. Catherine d'Aragon y est envoyée en avril 1534 pour avoir refusé de renoncer à son statut ou de nier la validité de son mariage. Le climat de type fenland endommage sa santé, et elle meurt en ce lieu le 7 janvier 1536. Son corps est porté en procession jusqu'à l'abbaye de Peterborough (devenue aujourd'hui la cathédrale de Peterborough).

## Comtes et ducs de Manchester

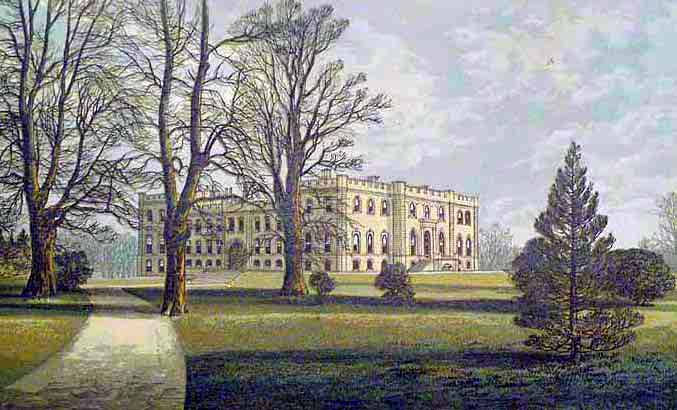
Le château en 1880

Le château est acheté en 1615 par Sir Henry Montagu. Ses descendants restent propriétaires du château pendant 335 ans jusqu'à sa vente, en 1951.
Le IVe comte, Charles Montagu, qui obtient le titre de 1er duc de Manchester en 1719, entreprend de nombreux travaux de reconstruction entre 1690 et 1720. Sir John Vanbrugh et son assistant Nicholas Hawksmoor, redessinent les façades du château pour lui donner un style classique, mais avec des créneaux afin d'évoquer son passé. Quant au portique, il est ajouté plus tard par Alessandro Galilei. En 1708, le peintre vénitien Giovanni Antonio Pellegrini redécore certaines pièces qui ont été reconstruites, notamment l'escalier principal et la chapelle. Des meubles dorés cossus, d'inspiration Louis XIV, sont commandés à des tapissiers français travaillant à Londres.
Plus tard, un duc nommé Robert Adam élabore des plans pour la guérite du château et pour d'autres bâtiments de jardin, dont une orangerie. Finalement, seule guérite est construite vers 1764. Une rangée d'écuries est ajoutée, et une avenue bordée de séquoias géants est plantée au XIXe siècle.
Le château est utilisé par le Royal Army Medical Corps pendant la Seconde Guerre mondiale, puis Alexander Montagu (10e duc de Manchester) le vend à Kimbolton School en 1950. Les meubles sont dispersés dans différentes ventes et certains viennent compléter les collections nationales. L'ouverture au public est limitée lors des vacances scolaires et le week-end.

## Warren House
Dans les parcs du château se trouve Warren House, une ancienne maison de garde forestier, transformée en folie, style fin du XVIIIe siècle, sur ordre de l'un des propriétaires du château qui désirait rendre son horizon plus attrayant. Elle est dotée d'une façade décorative unique donnant sur le château; elle est classée Grade II et appartient au Landmark Trust mais est actuellement en état de délabrement. En 2011, le Trust entreprend la rénovation de cette maison, d'après un plan conçu par l'architecte Oliver Caroe,.

## Apparitions
On dit que le château de Kimbolton est hanté par Catherine d'Aragon qui y mourut en 1536, après plusieurs années d'emprisonnement. Certains disent que ce fantôme marche et est présent sur tous les niveaux d'origine qui ont été modifiés depuis son époque, que son fantôme apparaît avec les jambes et le bas du corps se projetant du plafond sur un étage, et la tête et le haut du corps glissant le long de l'étage du dessus. D'après ce qu'on dit, un autre ancien habitant du château, Sir John Popham, jeta son bébé par la fenêtre dans la cour du château. Certains racontent également que la pierre sur laquelle le bébé atterrit brille et devient rouge chaque année lors de la date d'anniversaire de cet événement, alors que d'autres disent que cette histoire n'est qu'une pure invention émanant de l'un des professeurs d'histoire de Kimbolton School.
Une troisième légende fantomatique au fondement également douteux, décrit un spectre féminin marchant périodiquement dans un champ situé au nord-est du château, sur la pente douce au-dessous de Warren House.

## Source
- (en) Cet article est partiellement ou en totalité issu de l’article de Wikipédia en anglais intitulé « Kimbolton Castle » (voir la liste des auteurs).